# Odkrycie nieba
Odkrycie nieba – to najważniejsza powieść niderlandzkiego pisarza Harry’ego Mulischa. Opublikowana została w 1992 roku. Była światowym bestsellerem. W Holandii sprzedało się w 620 tys. egzemplarzy do 2007 roku. Została uznana w ogólnokrajowym czytelniczym plebiscycie za najlepszą powieść niderlandzką wszech czasów. Jest to erudycyjna powieść, w której można znaleźć odwołania do marksizmu, mistyki żydowskiej, chrześcijaństwa, astrologii, literatury niderlandzkiej i światowej, filozofii, masonerii, antropozofii, ale także na przykład do filmu 2001: Odyseja kosmiczna. Przez niektórych krytyków była porównywana do Czarodziejskiej Góry Manna z uwagi na bardzo szeroką tematykę i jakość literacką oraz do Boskiej komedii Dantego jako współczesna próba podsumowania doświadczeń ludzkości i ludzkiej myśli. Na podstawie powieści nakręcono film pod tytułem Odkrycie nieba. Utwór został wpisany do kanonu literatury niderlandzkiej.

## Treść
Powieść opowiada o przyjaźni dwóch mężczyzn Maxa Deliusa i Onno Quista. Obydwaj zakochani są w Adzie Brons. Ze związku Ady i Maxa rodzi się Quinten Quist, który okazuje się wysłannikiem niebios, który ma zabrać z ziemi tablice z dziesięciorgiem przykazań; w ten sposób ma się zakończyć przymierze człowieka z Bogiem. Akcja dzieje się przede wszystkim w Holandii. Ale częściowo rozgrywa się także na Kubie, we Włoszech, w Polsce i Izraelu. Niektóre rozdziały przedstawiają na wzór Fausta i Księgi Hioba dyskusję aniołów. Stanowi podsumowanie doświadczeń i myśli XX wieku z perspektywy dwóch niewierzących, holenderskich intelektualistów, Żyda Maxa i pochodzącego z konserwatywnej, kalwińskiej, dobrze sytuowanej rodziny Onno. Główni bohaterowie ocierają się w swoim życiu o II wojnę światową, Maj 1968, zimną wojnę, komunizm radziecki, zastanawiają się nad sensem życia w postmodernistycznym i stechnicyzowanym świecie, w którym „Bóg umarł”.

## Ekranizacja
W 2001 Jeroen Krabbé przeniósł powieść na ekran. Główne role zagrali Flora Montgomery (Ada), Stephen Fry (Onno) i Greg Wise (Max).